# Ruine Neidegg
Die Ruine Neidegg ist die Ruine einer Höhenburg an einer felsigen Bergkante auf 589,1 m ü. NN hoch über der Blau bei dem Ortsteil Markbronn der Gemeinde Blaustein im Alb-Donau-Kreis in Baden-Württemberg.

## Geschichte
Die Burg wurde im 13. Jahrhundert von den Herren von Neidegg erbaut, indirekt 1267 erwähnt und vermutlich um 1480 von der Stadt Ulm zerstört. Im 15. Jahrhundert wurde eine Nikolauskapelle auf dem Burgareal erbaut, die vor 1830 bereits wieder verschwunden war. Von der Burganlage sind nur noch wenige Mauerreste zu sehen.